# Мальчевський Андрій Олександрович
Андрій Олександрович Мальчевський (нар. 1 грудня 1968, Українська РСР) — колишній український футболіст, нападник.

## Життєпис
Дорослу футбольну кар'єру розпочав 1993 року в броварському «Будівельнику», у складі якого зіграв 6 матчів у аматорському чемпіонаті України.
Наступного року переїхав до Узбекистану, де протягом двох років виступав за «Касансай».
У 1996 році перейшов у «Хорезм», за який провів 6 матчів у Суперлізі Узбекистану.
Сезон 1996/97 років розпочав у складі «Системи-Борекс», у футболці якого дебютував 8 вересня 1996 року в нічийному (1:1) домашньому поєдинку 5-го туру групи «А» Другої ліги України проти варвинського «Факела». Андрій вийшов на поле в стартовому складі, на 28-й хвилині отримав жовту картку, а на 60-ій хвилині його замінив Володимир Ральченко. У першій половині та в середині 1996 року зіграв 2 матчі в Другій лізі України.
З кінця вересня по кінець жовтня 1996 року виступав за роменський «Електрон» в аматорському чемпіонаті України (4 матчі, 1 голи). У 1997 році знову виїхав за кордон.
По одному сезону відіграв у Суперлізі Узбекистану за «Чиланзар» (11 матчів, 1 гол) та «Касансай» (22 матчі, 1 гол).
У 1999 році переїхав до бангладеського клубу «Мохаммедан», але по ходу сезону перейшов до узбецького «Зарафшану», де зіграв 4 матчі у вищому дивізіоні Узбекистану.
Під час зимової перерви сезону 1999/2000 років перейшов до індійського клубу «Черчілл Бразерс».
Наступний сезон провів у складі іншого індійського клубу, «Іст Бенгал».
Потім повернувся до України. З 2006 по 2009 рік виступав за київський «Олімпік» у чемпіонаті міста.